# Alpha Suffrage Club
L'Alpha Suffrage Club est le premier club de suffrage féminin noir de Chicago et l'un des plus importants de l'Illinois. Il est fondé le 30 janvier 1913, par Ida B. Wells avec l'aide de ses collègues blanches Belle Squire et Virginia Brooks. Le club tente de donner une voix aux femmes afro-américaines qui sont exclues des organisations nationales de suffrage féminin telles que la National American Women Suffrage Association (NAWSA). Son objectif est de sensibiliser les femmes noires à propos de leurs droits et devoirs civiques et de les organiser pour soutenir l'élection de candidats qui serviraient le mieux les intérêts de la communauté afro-américaine à Chicago.
Le club est lancé en 1913 après l'obtention du droit de vote des femmes en 1910 à Chicago. Il se positionne en opposition aux femmes blanches de Chicago qui ont tenté d'interdire le droit de vote aux Afro-Américaines. Le club soutient aussi l'élection d'Afro-Américains à des fonctions publiques. Comme Ida B. Wells l'écrit dans son autobiographie, « nous (les femmes) pourrions utiliser notre vote à notre avantage et à celui de notre race ». Ida B. Wells précise dans le Chicago Defender, un journal noir local, que l'objectif de l'Alpha Suffrage Club est de rendre les femmes « assez fortes pour aider à élire un homme de race consciencieux comme conseiller municipal ». Tout en encourageant les femmes à utiliser pleinement leur droit de vote nouvellement acquis, Wells les poussent aussi à s'assurer que leurs maris prennent également au sérieux leur responsabilité de citoyens en allant voter.
À l'occasion du premier anniversaire de la fondation du club, la poétesse du Kentucky Bettiola Héloïse Fortson vice-présidente du club, lit son poème Brothers qui raconte l'histoire de deux hommes lynchés par une foule pour avoir tenté de sauver leur sœur séquestrée comme esclave par un fermier en Alabama.
En octobre 2021, un repère historique concernant l'Alpha Suffrage Club est placé sur le lieu de son ancien lieu de réunion, au coin de la 31e et de State Street à Chicago.

## Contexte historique
En 1913, l'année de la fondation du club, les lois Jim Crow et la discrimination et la ségrégation raciale sont toujours en vigueur aux États-Unis, surtout dans les États du Sud. Les femmes noires sont soumises aux hommes et aux autres femmes blanches et n'ont pas accès à l'éducation et à la mobilité sociale. Elles sont également soumises à de fortes attentes sociales, devant assumer des responsabilités domestiques et travailler dans les fermes si nécessaire. Elles ne sont pas non plus protégées par la loi, même lorsqu'elles sont maltraitées et violées par des hommes. Le lynchage est également courant et les femmes afro-américaines n'ont pas les moyens juridiques de prouver leur innocence à la suite de fausses déclarations. Ce contexte de discrimination raciale a permis l'émergence du mouvement fondé par Ida B. Wells-Barnett.
Wells déclare que les femmes noires sont globalement moins investies dans l'obtention du droit de vote parce que les hommes et les églises de leurs communautés ne les ont pas soutenues. Une fois le droit de vote obtenu, elles ne reçoivent pas d'instructions pour savoir comment voter. L'Alpha Suffrage Club tente de remédier à ce problème  en démarchant dans les quartiers et en incitant des femmes noires à aller voter.
Les femmes afro-américaines dans leur ensemble sont en porte-à-faux entre plusieurs mouvements concernant les droits civiques : les hommes noirs qui ont déjà obtenu le droit de vote veulent qu'elles cessent de se focaliser sur le suffrage féminin et qu'elles concentrent leurs efforts sur les questions de race. Les suffragettes blanches, elles, souhaitent le contraire, c'est-à-dire qu'elles priorisent le suffrage féminin. Aucun des deux groupes ne prend en considération le fait que la vie des femmes noires est affectée à la fois par leur genre et leur race.

### Conflit pour le suffrage et discrimination au sein des associations féministes

Afro-Américains votant en 1945.

Dans les premières années du mouvement pour le suffrage des femmes, juste après la guerre de sécession, l'abolition de l'esclavage est un thème rassembleur. Les personnes partisanes de l'abolition et des droits des femmes travaillent ensemble de la fin de la guerre civile jusqu'à la fin des années 1800. Frederick Douglass utilise ainsi son célèbre journal abolitionniste The North Star, pour annoncer la réunion de 1848 pour le suffrage à la convention de Seneca Falls. L'American Equal Rights Association (ou AERA)  est créée en 1866 pour obtenir le suffrage universel. Cette organisation a d'abord soutenu le droit de vote des femmes et des Afro-Américains, mais avec l'adoption des XIVe et XVe amendements, s'opère un changement de direction. En 1868, deux courants apparaissent au sein de l'AERA qui défendent des positions divergentes sur l'octroi (ou non) du droit de vote aux hommes noirs.  L'AERA disparait au profit de ces deux associations féministes rivales : la National Woman Suffrage Association qui refuse de défendre le droit de vote pour les afro-américaines et l'American Woman Suffrage Association qui conserve dans un premier temps ses idéaux abolitionnistes.
L'objectif prioritaire de ces associations (le droit de vote des femmes) va les pousser à se réunir en 1890. Le résultat de cette fusion est la National American Woman Suffrage Association et pour obtenir un large soutien dans tous les États-Unis, le droit de vote des personnes afro-américaines est érigé en épouvantail. Les femmes du sud sont particulièrement opposées aux suffragettes noires et considèrent les personnes afro-américaines comme inférieures et insuffisamment éduquées pour être en mesure d'user convenablement du droit de vote, à l'instar des femmes blanches mieux instruites. Ida B. Wells, l'une des fondatrices de l'Alpha Suffrage Club, s'entend dire qu'elle ne pourra participer au défilé pour le suffrage féminin de 1913 à Washington, que dans la section dédiée aux femmes noires, parce qu'elle est noire. En dépit de l'opposition, Ida B. Wells rejoint la section des femmes blanches, en tête de cortège, ce jour-là.
Environ un an plus tard, Ida B. Wells fonde un club de suffrage qui soutient toutes les femmes, quelles que soient leur race, classe et origines, pour l'obtention du droit de vote, contrairement à d'autres organisations populaires à l'époque. Des femmes comme Ida B. Wells estiment que ne pas accorder à tout le monde le droit de vote nuirait à la cause globale et, par conséquent, l'Alpha Suffrage Club  demande le droit de vote pour toutes les femmes. Ces différentes positions génèrent de nombreux conflits. Le dix-neuvième amendement est ratifié en 1920 et accorde le droit de vote à toutes les femmes, peu importe leur race, leur statut économique ou leur classe. Ainsi, bien qu'il y ait eu du racisme au début de la lutte pour le vote des femmes, la loi n'a pas de portée discriminatoire.

### Procession pour le droit de vote des femmes de 1913

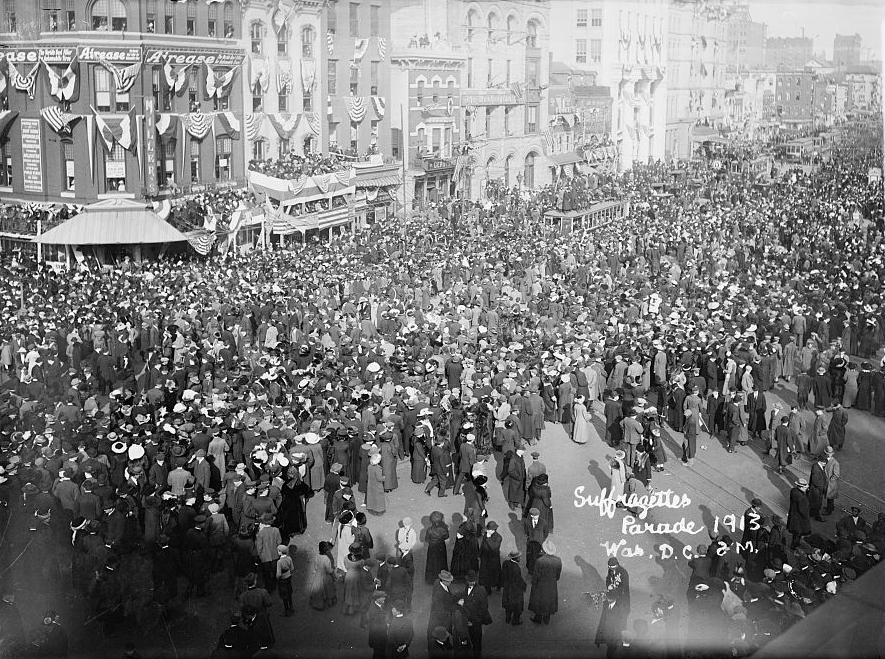
Procession pour le droit de vote des femmes, 1913.

Le défilé pour le suffrage féminin prend place à Washington le 3 mars 1913, la veille de l'investiture du président des États-Unis Woodrow Wilson. L'objectif du défilé est de montrer le large soutien au suffrage universel pour les femmes. L'une des premières actions de Wells en tant que présidente de l'Alpha Suffrage Club est de se rendre à Washington et de participer au défilé avec 65 membres du club, toutes des femmes noires de l'Illinois. Les contraintes imposées à leur participation à l'événement illustrent la discrimination à laquelle les femmes noires sont confrontées dans le mouvement pour le suffrage féminin.

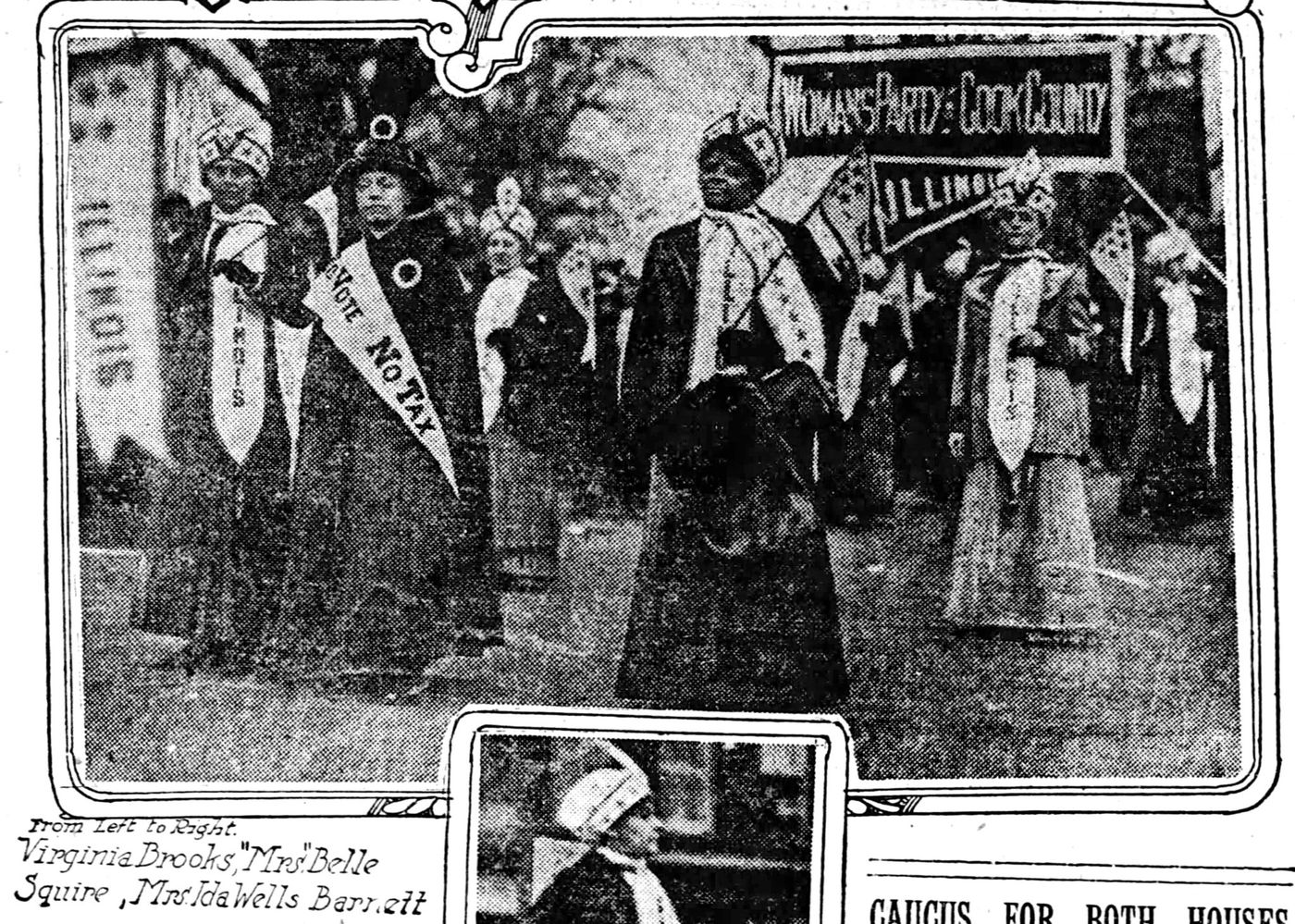
Ida B. Wells dans le défilé pour le suffrage en 1913.

La National American Woman Suffrage Association, qui organise l'événement, craint d'offenser les suffragettes blanches du Sud en permettant aux femmes noires et blanches de défiler côte à côte. Pour éviter ceci, la direction de la National American Woman Suffrage Association (NAWSA) ordonne à Wells de marcher à la fin du cortège dans une section séparée réservée aux femmes afro-américaines,. Wells refuse d'obtempérer. Bien que Grace Wilbur Trout, la présidente de la délégation de l'Illinois, ait averti Wells que sa participation au défilé pourrait entraîner l'exclusion du groupe de l'Illinois du défilé, Wells insiste sur le fait qu'elle ne se déplacera pas à l'arrière, déclarant que « Je ne marcherai pas du tout à moins que je puisse marcher sous la bannière de l'Illinois. ». Wells veut montrer à tout le pays que les femmes de l'Illinois sont suffisamment progressistes pour permettre aux femmes de toutes les races de s'opposer à l'hypocrisie des politiques de la NAWSA. Cependant, personne ne l'écoute à l'exception de Belle Squire et Virginia Brooks, deux de ses collègues blanches.
Brooks et Squire rejoignent Wells-Barnett pour protester contre cette ségrégation raciale dans le défilé. Les deux femmes sont décidées à marcher avec leur amie noire, à la fin du cortège.
Par défi, Wells rejoint les spectateurs jusqu'à ce que la délégation de Chicago défile. Elle se place alors en tête de cortège avec les femmes blanches. Une photo de l'événement est publiée dans le Chicago Daily Tribune. Un journaliste immortalise le moment où Ida Wells-Barnett sort de la foule et se joint au cortège. Parmi les femmes noires présentes ce jour-là, seule Ida Wells-Barnett défile avec la délégation de l'Illinois. Les autres membres de l'Alpha Suffrage Club marchent à l'arrière avec les autres déléguées noires. Parmi elles, les sœurs Delta Sigma Theta et Mary Church Terrell. Le club paye toutes les dépenses d'Ida B. Wells pour lui permettre de participer à la marche.

## Opinions défendues par le club
L'Alpha Suffrage Club défend de nombreux idéaux qui ne sont pas partagés par d'autres groupes de suffragettes. Il a été fondé sur le principe de base selon lequel toutes les femmes, quelle que soit leur race, devraient avoir le droit de vote, tout comme les hommes.En effet, il existe à l'époque de la création du club, d'autres groupes féministes qui défendent le droit de vote des femmes, mais sans s'exprimer en faveur du droit de vote des femmes de couleur. L'expression « educated woman (femme instruite) », utilisée dans un premier temps par les suffragettes blanches des anciens états confédérés se répand peu à peu vers les états du Nord : les femmes noires, d'une origine sociale moins favorisée que leurs consœurs blanches, ont en général un niveau d'instruction moins élevé, une moins bonne culture générale et seraient, par conséquent, incapables de voter en connaissance de cause. Pour répondre à ces allégations, les dirigeantes de l'Alfa Suffrage Club mènent des actions pour favoriser l'éducation, l'autonomisation et l'instruction civique des Afro-Américaines.
Les membres de l'Alpha Suffrage Club  sont par ailleurs d'avis que pour profiter pleinement et équitablement du droit de vote, il est important d'être impliqué dans les événements politiques qui y sont favorables. Leur groupe basé à Chicago joue un rôle actif dans les législations sur le vote des femmes, l'égalité et d'autres questions relatives aux droits civiques. Ces femmes soutiennent les efforts philanthropes dans leur communauté afin d'élever la position sociale des personnes de couleur dans la ville de Chicago.
Selon la présidente Ida B. Wells, le droit de vote n'est pas utilisé adéquatement par les hommes noirs qui l'ont obtenu. À partir de 1920, une fois le droit de vote obtenu pour les hommes et les femmes, l'objectif du club devient de maximiser les retombées positives des élections pour la communauté noire.
Outre le suffrage universel, le club se bat également pour la fin des discriminations dans d'autres domaines. Ses membres  s'interrogent, par exemple, sur le fait de décrire les soldats par leur race plutôt que par leurs actes.

## Loi sur le suffrage de l'Illinois de 1913
Wells-Barnett fonde l'Alpha Suffrage Club en se rendant compte que des femmes blanches travaillent d'arrache-pied pour faire passer un suffrage partiel (limité à certaines élections) pour les femmes de l'État de l'Illinois. Peu de temps après son retour du défilé de Washington, Ida B. Wells dirige un rassemblement de plusieurs centaines de femmes noires à travers le bâtiment du Capitole de Springfield pour faire pression en faveur de l'Illinois Equal Suffrage Act et contre une poignée de projets de lois Jim Crow en attente,. La loi est est promulguée le 26 juin 1913, fait de l'Illinois le premier État  à accorder aux femmes un droit de vote aux élections locales depuis 1807. Carrie Chapman Catt écrit que « l'engouement pour le suffrage a doublé pendant la nuit ». Avec le défilé du suffrage féminin de 1913 et la protestation  des Silent Sentinels, l'arrivée du suffrage pour les femmes dans l'Illinois revigore la demande pour un amendement national en faveur du suffrage féminin.
Un défilé automobile à Chicago célèbre cette législation historique. Le 1er juillet, Ida B. Wells campe en maréchale du défilé, chevauchant avec sa fille Alfreda sur Michigan Avenue, mais cet honneur n'est relaté que dans le Chicago Defender,. Son rôle important passe inaperçu dans les autres journaux de Chicago.
L'Illinois Equal Suffrage Act est le résultat concret du lobbying des organisations et des clubs de vote nationaux et locaux. Les clubs sociaux à l'époque sont strictement séparés en fonction de la race et de l'ethnie. Comme le relève l'historienne Wanda Hendricks :« les femmes du club de Chicago ont créé les clubs de suffrage opérant la plus grande ségrégation entre les sexes et également les plus importants du pays. ». L'exclusion des femmes noires pousse Wells et Squire à créer l'Alpha Suffrage Club dans le 2e quartier, qui compte le pourcentage le plus élevé d'Africains-Américains de la ville. Le club organise  une réunion au pénitencier de Bridewell dans le but d'intéresser les personnes emprisonnées au suffrage et de donner aux femmes du Club une expérience de l'activisme. Le club compte près de 200 membres en 1916, dont des militantes pour le suffrage féminin notoires, telles que Mary E. Jackson, Viola Hill (en) Vera Wesley Green et  Sadie L. Adams (en). Jane Addams, essayiste et future lauréate d'un prix Nobel en 1931, est une conférencière régulière au club.
À la suite de la loi de 1913, les femmes de l'Illinois sont autorisées à voter pour les grands électeurs, les maires, les conseillers municipaux et la plupart des autres fonctions locales. Elles ne peuvent par contre voter pour les membres du Congrès, le gouverneur ou les représentants de l'État, car le suffrage universel pour ces fonctions nécessiterait une modification de la constitution de l'État.

## Élection d'Oscar Stanton De Priest
L'Alpha Suffrage Club joue un rôle actif dans la politique de Chicago, en particulier lors des primaires et des élections générales de 1915 pour la 2e circonscription du conseil municipal de Chicago. Le club développe un système de blocs pour solliciter le quartier afin d'inciter les femmes afro-américaines à voter. Les efforts de l'ASC en 1914 contribuent à l'enregistrement de 7 290 femmes sur les listes électorales qui comptent 16 237 hommes déjà inscrits.
Lors d'une élection primaire anticipée, le Club soutient le candidat noir indépendant William R. Cowen, qui n'est pas approuvé par le Parti républicain de la ville. Malgré le soutien des femmes afro-américaines, il perd l'élection à 352 voix près. L'influence de l'Alpha Suffrage Club est cependant rapidement reconnue par la presse locale, le Chicago Defender, rapportant que « . . .le vote des femmes a été une révélation pour tout le monde. . . ». En sus de la couverture médiatique, le Parti républicain remarque l'influence du club. Il envoie deux délégués à la réunion du club le lendemain de l'élection et encourage les femmes à continuer de faire campagne. Il fait également la promesse de soutenir un candidat afro-américain aux élections de l'année suivante.
Après l'élection primaire, les membres du club poursuivent leur travail. Elles se concentrent sur les communautés avec de grands pourcentages de personnes afro-américaines en parcourant les quartiers. Elles tiennent des réunions hebdomadaires pour discuter des responsabilités civiques et montrent aux femmes comment utiliser les machines à voter, tout en les formant  à agir en tant que responsable d'un bureau de vote. Elles distribuent des listes de lieux de vote dans tous les quartiers de la ville.
Au cours de leurs actions, les efforts des femmes rencontrent de nombreuses oppositions et critiques. Les hommes se moquent d'elles et leur disent qu'elles feraient mieux de rester à la maison pour s'occuper de leurs bébés. D'autres les accusent d'essayer de prendre la place des hommes et de porter le pantalon. Les journaux locaux font part de leurs inquiétudes face au porte-à-porte des femmes et à la perspective que les femmes « voient toutes les activités qui pourraient se dérouler ».

Oscar De Priest en 1929.

Après le succès du club à la primaire de 1914, le Parti républicain désigne Oscar Stanton De Priest, comme candidat aux élections municipales, dans la 2e circonscription de Chicago. Il se présente contre deux candidats blancs et remporte l'élection. Il est le premier noir élu comme échevin au conseil municipal de Chicago et sert de 1915 à 1917. Oscar Stanton De Priest et le club se sont connus grâce à sa participation aux réunions du club. Le soutien du club a été déterminant dans sa première élection, où un tiers des votes reçus ont été exprimés par des femmes.  Après son élection, De Priest reconnait le travail accompli par les femmes du 2e quartier et leur rôle important dans son succès électoral. La nouvelle se répand au-delà de la ville. Un journal noir d'Indianapolis rapporte fièrement l'élection « d'un nègre comme échevin » due en grande partie aux 1 093 votes exprimés par les femmes noires. De Priest ne reste en poste qu'un seul mandat, à la suite de soupçons de corruption, mais une fois blanchi, il poursuit sa carrière et devient le premier Afro-Américain élu au Congrès américain de l'ère post-reconstruction. L'influence de l'Alpha Suffrage Club dans le deuxième quartier est restée forte. Un autre échevin noir, Louis B. Anderson, succède à De Priest, ancrant le changement de paradigme dans ce quartier de Chicago.

## Le Bulletin du club
L'Alpha Suffrage Club publie un bulletin d'information, l'Alpha Suffrage Record, pour annoncer la naissance du club, décrire ses activités et étendre sa portée à un plus grand nombre d'Afro-Américains dans la ville. Il se concentre sur la population du 2 ème arrondissement de Chicago et donne aux femmes du club une voix politique publique.

## Impact de l'Alpha Suffrage Club
Le défilé pour le suffrage féminin de 1913 légitime le mouvement pour le droit de vote des femmes dans son ensemble. L'Alpha Suffrage Club et sa protestation contre l'obligation pour les femmes noires de marcher en queue de cortège ont mis en lumière le fait que le racisme est également un problème, y compris au sein d'un mouvement par ailleurs uni en ce qui concerne les droits humains. La NAWSA souhaite obtenir le droit de vote des femmes blanches, avant celui des Africaines-Américaines, mais l'Alpha Suffrage Club et d'autres associations s'opposent à cette stratégie et le dix-neuvième amendement accorde finalement le droit de vote à toutes les femmes, quelle que soit leur race.
La représentativité du club est reconnue après les élections primaires de 1914, lorsque les délégués républicains assistent à une réunion du club et promettent de choisir un candidat noir en échange du soutien des femmes lors des campagnes futures. Le rôle crucial que le club a joué dans l'élection d'Oscar Stanton De Priest oblige les républicains à soutenir non seulement le droit de vote des femmes, mais les causes du club dans les années suivantes, et à poursuivre les efforts pour soutenir des réformes sociales dans leur politique.
Localement, l'Alpha Suffrage Club lance un système pour effectuer des sondages dans les quartiers et accroître l'engagement communautaire par le biais de réunions hebdomadaires pour éduquer les gens sur leurs droits, en tant que citoyens. Il favorise l'inscription des électrices sur les listes électorales grâce au porte-à-porte.
Les protestations et les manifestations organisées par le club font également pression sur le Congrès américain pour l'adoption du 19e amendement le 10 juin 1919, qui entre en vigueur le 18 août 1920.

## Membres notables
- Ida B. Wells-Barnett, cofondatrice, présidente[53].
- Belle Squire, cofondatrice, elle soutient Wells-Barnett lors du défilé pour le suffrage féminin de 1913[24].
- Virginia Brooks, cofondatrice, elle soutient Wells-Barnett lors du défilé pour le suffrage féminin de 1913[54],[24].
- Mary E. Jackson, première vice-présidente du club, déjà engagée dans l'amélioration de la condition féminine par le biais de la YWNA[55].
- Sadie L. Williams, secrétaire[55].
- Viola Hill, deuxième vice-présidente[55].
- Vera Wesley Green, secrétaire[55].
- Laura Beasley, trésorière[55].
- Kizziah J. Bills (en) (également connue sous le nom de Mme K.J. Bills), éditrice du Alpha Suffrage Record[56],[55].
- Bettiola Héloïse Fortson, femme de lettres et vice-présidente (décédée de la tuberculose en 1917)[9],[57]